# Лаатеквей Гаммонд
Лаатеквей Гаммонд (англ. Laatekwei Hammond; нар. 1 серпня 1980, Аккра, Гана) — ганський професійний боксер у напівсередній вазі (до 72 кг).

## Таблиця боїв з українськими боксерами
У 2006 році поступився у бою за звання чемпіон за версією WBA Inter-Continental у напівсередній вазі українському боксеру Юрію Нужненку.
| 0 Перемог, 3 Поразки |                      |                       |                |        |       |      |                |                                              |                                                         |
| Результат            | Суперник             | Бої суперника (П-П-Н) | Останні 6 боїв | Спосіб | Раунд | Час  | Дата           | Місце проведення                             | Примітки                                                |
| Поразка              | Сергій Дерев'янченко | 1-0-0                 |                | UD     | 4 (4) |      | 1 жовтня 2014  | Баркер Ганґар, Санта-Моніка, Каліфорнія, США | Триччі Гаммонд побував у нокдауні (у 2, 3 та 4 раунді). |
| Поразка              | Максим Бурсак        | 23-0-1                |                | ТКО    | 12    | 3:00 | 17 грудня 2011 | Палац спорту, Київ, Україна                  |                                                         |
| Поразка              | Юрій Нужненко        | 21-0-0                |                | ТКО    | 12    | 3:00 | 7 березня 2006 | Палац спорту, Київ, Україна                  |                                                         |